# Solovecký tábor zvláštního určení
Solovecký tábor zvláštního určení (rusky Соловецкий лагерь особого назначения, zkratkou СЛОН) byl jeden ze sovětských gulagů, umístěný na Soloveckých ostrovech v Bílém moři. V tomto táboře byli ve 20. a 30. letech 20. století vězněni zločinci, političtí vězni a domnělí či skuteční nepřátelé sovětského režimu. Tisíce jich zde našlo smrt.

## Historie

### Klášterní vězení
Pro vzdálenost a obtížnou dostupnost Soloveckého kláštera jej církev i ruští vládci využívali k věznění nepohodlných osob již od 16. století. V průběhu staletí zde byli drženi nejrůznější církevní hodnostáři vzpírající se carově vůli, údajní heretici a sektáři, starověrci, stejně jako osoby politicky nespolehlivé, děkabristé, spiklenci a ti, kteří upadli v nemilost. Solovecké klášterní vězení bylo zrušeno roku 1883.

### Solovecký koncentrační tábor č. 3

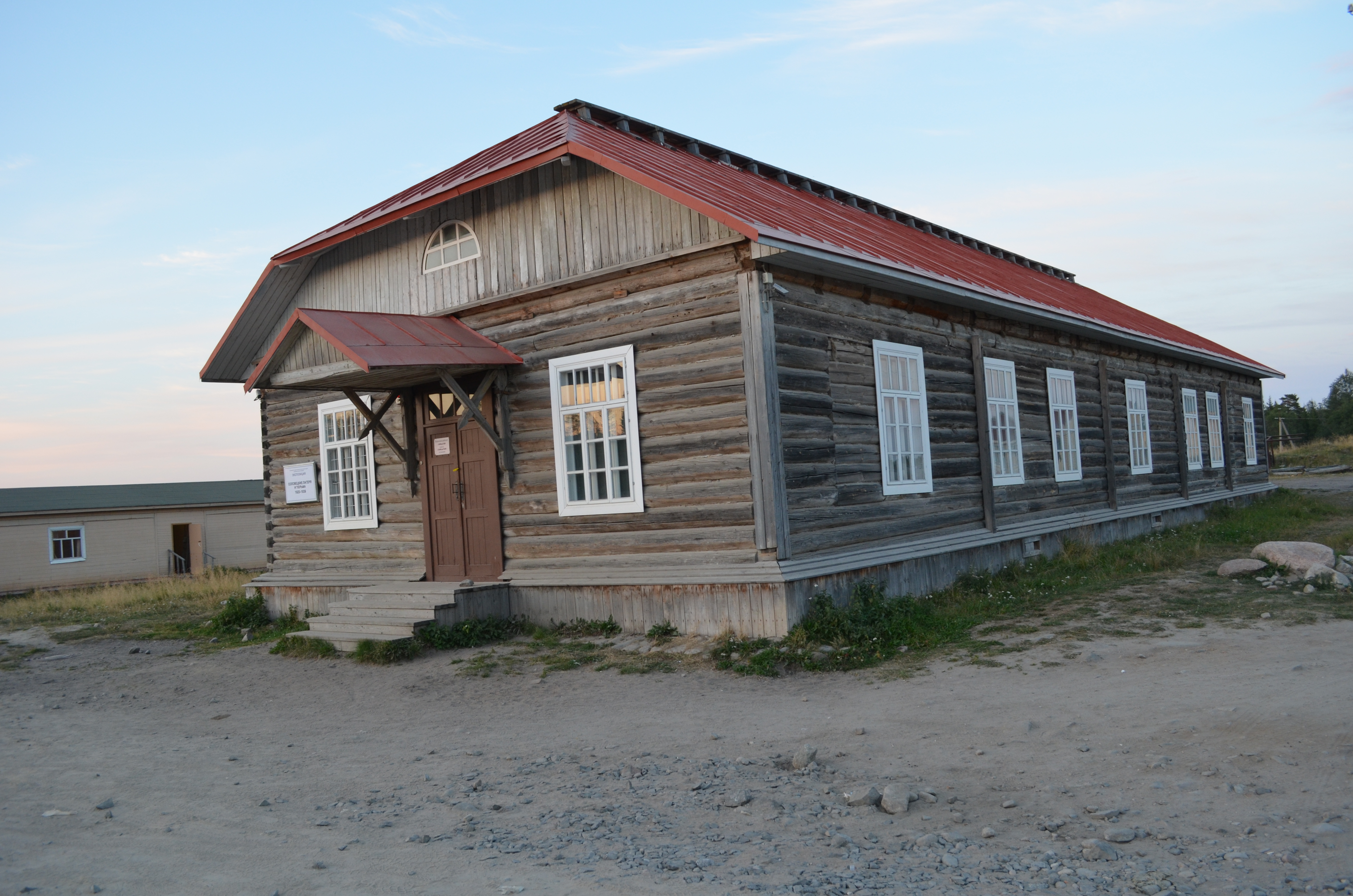
Muzeum soloveckého tábora v bývalém baráku

Roku 1919 zřídila Čeka řadu táborů nucených prací v Archangelské gubernii: v Pertominsku, Cholmogorach a v okolí Archangelsku. Tábory si měly na svůj provoz vydělat samy díky otrocké práci vězňů. Od roku 1921 získaly název Severní tábory zvláštního určení.
Solovecký klášter žil během občanské války dál svým životem až do 29. dubna 1920. Tehdy se na ostrovech vylodila skupina čekistů pod vedením Michaila Sergejeviče Kedrova, jednoho z autorů projektu systému sovětských pracovních táborů a organizátora masových poprav bílých důstojníků, kozáků a rukojmích v Archangelské oblasti. 26. května téhož roku byl na Soloveckých ostrovech zřízen Solovecký koncentrační tábor č. 3 jakožto pobočka Severních táborů. Vězni byli tvořeni zajatci z občanské války, občany napomáhajícími interventům a v nemalé míře také skutečnými zločinci. Drženi byli v objektech Soloveckého kláštera a vykonávali zejména zemědělské práce na bývalých klášterních hospodářstvích.

### Solovecký tábor zvláštního určení
Na začátku roku 1923 navrhla tajná služba GPU (následnice Čeky a předchůdkyně NKVD) navýšit počet severních táborů. V květnu téhož roku předložil místopředseda GPU Józef Unszlicht projekt Soloveckého tábora nucených prací a již v červenci byli první vězni dopraveni z Archangelsku na Solovecký ostrov. Nový tábor měl sloužit politickým i obyčejným vězňům, odsouzeným soudy GPU i civilními soudy. 13. října 1923 potom oficiálně vznikla Správa Soloveckého tábora nucených prací zvláštního určení, později prostě Solovecký tábor zvláštního určení. Tato instituce získala do užívání veškerý majetek zrušeného kláštera.
V počátcích tábor fungoval pouze na Soloveckých ostrovech, jen v Kemi fungovala přestupní stanice s kancelářemi. Později se však začaly objevovat pobočky v pobřežních oblastech Karélie, roku 1926 dokonce na severním podhůří Uralu a nakonec ještě na Kolském poloostrově. S územní expanzí souvisel také prudký nárůst počtu vězňů. K 1. říjnu 1927 bylo jenom na Soloveckých ostrovech vězněno 12 896 lidí. Oficiální údaje o počtu vězňů jsou uvedeny v následující tabulce (údaje se vztahují ke konci daného roku):
| Rok         | 1923  | 1924  | 1925  | 1926   | 1927   | 1928   | 1929   | 1930   | 1931   | 1932   | 1933   |
| ----------- | ----- | ----- | ----- | ------ | ------ | ------ | ------ | ------ | ------ | ------ | ------ |
| Počet vězňů | 2 557 | 5 044 | 7 727 | 10 682 | 14 810 | 21 900 | 65 000 | 71 800 | 15 130 | 15 800 | 19 287 |

Po dobu existence Soloveckého tábora zvláštního určení (tedy v letech 1923-1933) zemřelo v táboře pravděpodobně okolo 7,5 tisíc lidí, z toho 3,5 tisíc v hladovém roce 1933.

### Bělbaltlag
V prosinci 1933 byl tábor zrušen a jeho majetek předán Bělbaltlagu. Tato organizace představovala síť gulagů, která původně zajišťovala stavbu Bělomořsko-baltského kanálu (dokončen v srpnu 1933) a později vykonávání jiných otrockých prací v severních regionech. Bělbaltlag postupně již od roku 1931 začal ze Soloveckého tábora přebírat vybavení i pracovní síly na megalomanskou stavbu, zároveň do něj posílal obzvláště nebezpečné vězně. Když nakonec převzal i Solovecký tábor, byla na Soloveckých ostrovech zřízena nevelká pobočka, trestní oddělení a oddělení pro invalidy. Tato pobočka byla zrušena v roce 1936.

### Solovecká věznice
Poslední etapa věznění na Soloveckých ostrovech proběhla v letech 1937–1939, kdy zde fungovala Solovecká věznice Hlavní správy státní bezpečnosti NKVD SSSR. Převážnou část vězňů tvořili bývalí členové komunistické strany Sovětského svazu, její aktivní členové a vedoucí činitelé, sovětská inteligence, vedoucí pracovníci podniků a staveb, odborníci a úředníci různých úrovní. Vězni primárně nesloužili k otrockým pracím, většinu času proto trávili v celách s velmi přísným režimem. V té době ovšem probíhala největší čistka v dějinách Sovětského svazu, tzv. velký teror. Velká část vězňů proto putovala přímo ze Soloveckých ostrovů na popraviště.
První příkaz k popravě 1200 soloveckých vězňů vydal 16. srpna 1937 šéf NKVD Nikolaj Ježov (sám zanedlouho popravený). 27. října 1937 bylo z ostrovů vyvezeno 1116 vězňů. Až v 90. letech 20. století se podařilo zjistit, že 1111 z nich bylo mezi 27. říjnem a 4. listopadem popraveno v lese v Karélii na místě zvaném Sandarmoh, kde se dnes nachází památník tohoto masakru. Dalších 509 lidí bylo popraveno mezi 8.–12. prosincem 1937. 198 vězňů bylo zastřeleno 17. února 1938 přímo na Soloveckých ostrovech poblíž Sekirného vrchu. Této únorové popravě unikla vězeňkyně Jelizaveta Katz, která byla v 8. měsíci těhotenství. Nechali ji porodit a zastřelili ji až 16. května 1938 ve věku 28 let.
Za celé období 1937–1938 bylo v rámci velkého teroru popraveno přes 3 tisíce soloveckých vězňů.
Na jaře roku 1939 bylo rozhodnuto o zrušení věznice. Příčinou byly jednak vysoké náklady na provoz, jednak blízkost finské hranice v době neklidné situace v Evropě na prahu 2. světové války. Od léta do prosince 1939 proto začali být vězni loďmi transportování převážně do sibiřského Norillagu. Solovecké ostrovy byly předány Severní flotile.

## Návštěva Maxima Gorkého

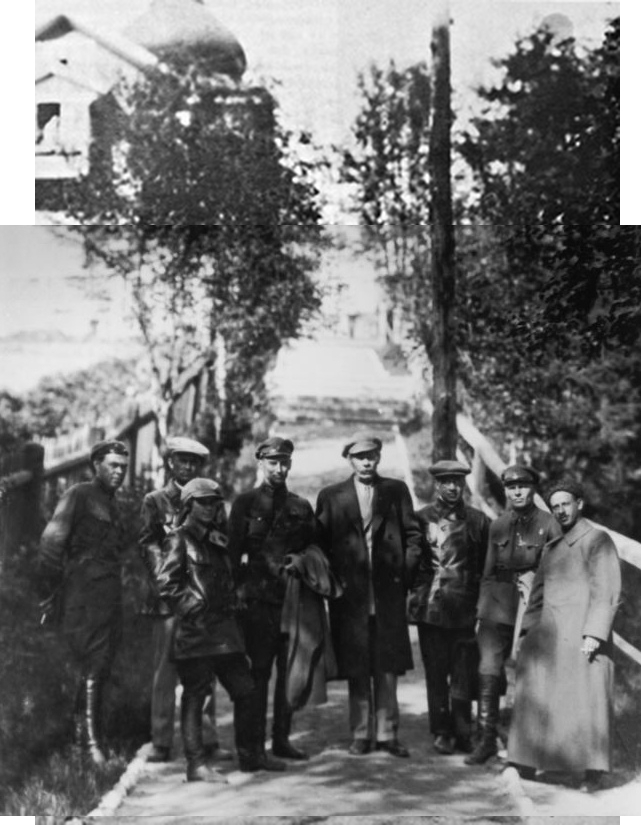
Gorkij na Soloveckých ostrovech

Roku 1929 navštívil Solovecké ostrovy spisovatel Maxim Gorkij, právě se navrátivší z emigrace. Na ostrov byl jakožto světoznámá osobnost vyslán zřejmě proto, aby rozptýlil zprávy o otrocké práci sovětských vězňů za děsivých podmínek. V reakci na tyto zprávy totiž Velká Británie a USA přestaly nakupovat sovětské dříví. Po návratu do Moskvy publikoval Gorkij text Solovki, kde líčí své nejlepší dojmy z tábora – hodné dozorce, systematicky převychovávané vězně a důstojné podmínky k životu. Popsal, jak se z kriminálníků stávají uvědomělí občané, což má být předzvěstí společnosti bez vězení. Mnozí přitom vážně pochybují, že by Gorkij neprohlédl skutečnou povahu tábora.
Spisovatel Alexandr Solženicyn popsal návštěvu, dle vyprávění jiného spoluvězně, ve svém díle Souostroví Gulag takto: 
Bylo rozhodnuto, že na ostrov pošlou – nikoliv, poprosí, aby tam jel! velikého proletářského spisovatele Maxima Gorkého, který se právě vrátil do proletářské vlasti. Jeho svědectví nejlépe vyvrátí hnusné zahraniční lži.

Zpráva se předem dostala na Solovky. Rozbušila srdce vězňů, stráže začaly zmateně pobíhat. Je třeba znát vězně, aby si člověk mohl představit jejich očekávání. Do hnízda bezpráví, zvůle a mlčení proniká sokol a bouřňák!
Ruský spisovatel číslo jedna! Ten jim to vytmaví! Ten jim to ukáže! Ujme se nás jako rodný otec! Očekávali Gorkého téměř jako všeobecnou amnestii. Vzhůru bylo i vedení: pokud to bylo v jeho silách ukrývalo neřádstvo a stavělo Potěmkinovy vesnice. Z Kremlu odesílali co nejvíce lidí na vzdálená komanda, aby tu bylo místo. Z marodky pustili mnoho nemocných a uklidili tu.
Zřídili „bulvár“ k dětské kolonii, vroubený jedličkami bez kořenů. (Několik dní musí vydržet a neuschnout.) Kolonii otevřeli před třemi měsíci a je pýchou USLONu. Všichni jsou tam slušně oblečeni, nejsou tu sociálně odcizené děti. Gorkého jistě bude zajímat, jak se vychovávají nezletilí, jak je tam zachraňují pro budoucí život v socialismu.
Pouze v Kemu došlo k nedopatření: na Popově ostrově nakládali vězňové v prádle a pytlích „Gleba Bokého“ – a tu se najednou objevila Gorkého suita, aby se nalodila na tento parník! Vynálezci a myslitelé! Teď před vámi stojí důstojný úkol, co teď: holý ostrov, ani keřík, žádný úkryt – a Gorkého suita je vzdálena tři sta kroků – jak to vyřešíte?
Kam schovat tu ostudu? ty muže v pytlích? Celý humanistův zájezd ztrácí smysl, jestliže je teď uvidí. No, samozřejmě, on se vynasnaží je nevidět – ale přece jen – pomozte, dobří lidé! Utopit v moři? – budou sebou mrskat… Zakopat do země? To nestihneme. Pouze důstojný syn Souostroví je schopen najít východisko! Velitel stráží zavelí: „Nechat práce! Přitisknout se jeden k druhému! Ještě víc! Sednout na zem! Hezky sedět!“ A přehodil přes ně plachtu. „Kdo se pohne – toho zabiju!“ Bývalý nosič vystoupil po lodních schůdcích, obhlížel před odplutím krajinu celou hodinu a nevšiml si ničeho.
To se stalo 20. června 1929. Znamenitý spisovatel se vylodil v zálivu blaženosti. Po boku mu stála jeho snacha celá v kůži: černá kožená čapka, kožený kabátek, kožené jezdecké kalhoty a úzké jezdecké boty. Živý symbol OGPU bok po boku s ruskou literaturou.
Obklopen velitelským sborem GPU prošel Gorkij dlouhými kroky po chodbách několika ubytoven. Všechny dveře byly dokořán, ale on skoro do žádných nevstoupil. Na ošetřovně postavili do dvou špalírů lékaře a ošetřovatelky v čistých pláštích. Gorkij jim nevěnoval vůbec pozornost a odešel. Pak ho čekisté USLONu nebojácně vezli na Sekyrku. A co by ne? V korekcích je lidí málo a hlavní věc – žádná bidýlka! Na lavicích seděli zloději (tehdy jich bylo na Solovkách už hodně) a všichni – četli noviny! Nikdo z nich se ovšem neodvážil vstát a stěžovat si, ale něco si přece jen vymysleli: drželi noviny vzhůru nohama! Gorkij přistoupil k jednomu z nich a mlčky noviny obrátil do správné polohy. Všiml si! Dovtípil se! Neopustí nás. Zastane se nás!
Pak přijeli do dětské kolonie. Jak je civilizovaná! Každý má vlastni postel s matrací. Všichni jsou spokojeni.
Najednou jeden čtrnáctiletý chlapec povídá: „Poslechni, Gorkij! Všechno, co vidíš, není pravda. Chceš znát pravdu? Mám ti ji říct?“ Ano, přikývl spisovatel. Ano, on chce vědět pravdu. (Ty kluku jeden pročpak ohrožuješ právě nabytý blahobyt literárního patriarchy… palác v Moskvě, statek u Moskvy…).
Bylo nařízeno, aby všichni odešli – i děti a dokonce doprovázející Gepeuáci – a chlapec půldruhé hodiny vytáhlému starci všechno vyprávěl. Gorkij vyšel z baráku a plakal. Posadili ho do kočáru a jelo se na oběd do vily velitele tábora. Děti se vhrnuly zpátky do baráku.
„Pověděls mu o komárcích?“ – „Pověděl.“ – „O bidýlkách taky?“ – „Taky!“ – „A jak shazují se schodů? O pytlech? O přenocování ve sněhu?“ Všechno, všechno, všechno pověděl ten pravdymilovný chlapec!!!
A my ani neznáme jeho jméno.
22. června, už po rozmluvě s chlapcem, Gorkij zanechal v „Pamětní knize“, zvláště pro něho pořízené, následující zápis: Nejsem schopen vyjádřit své dojmy několika slovy. Nechci a také se stydím (!) upadnout do šablonovitých pochval podivuhodné energie lidí, kteří jsou bdělými a neúnavnými strážci revoluce a současně dovedou být nesmírně odvážnými tvůrci kultury.

23. června Gorkij odjel. Sotva jeho parník vyplul, chlapce zastřelili. (Znalče srdcí! Znalče lidí! Jak jsi tam mohl chlapce nechat?!).
Alexandr Solženicyn, Souostroví Gulag
Spisovatel Oleg Vasiljevič Volkov, toho času solovecký vězeň, ve své knize Ponoření do tmy píše:
Já jsem byl na Solovkách, když tam přivezli Gorkého. Nafoukaně se nesl po cestičce podél velitelství (aby ne! poslali loď jen a jen pro něj, vodili ho za ruce, pobíhala okolo něj celá družina). Díval se jenom tam, kam mu ukázali, besedoval s čekisty, oblečenými do úplně nových trestaneckých úborů, vcházel do kasáren dozorců, odkud tak tak stihli vynést stojany se zbraněmi a schovat rudoarmějce... A on vše chválil!
Jednu verstu od místa, kde Gorkij s nadšením hrál roli významného turisty a pouštěl slzu, dojatý lidmi, kteří se pasovali do role vykonavatelů humánního úkolu převychovat prací zbloudilé oběti kapitalistických přežitků, — jednu verstu odtud vzdušnou čarou bili zvlčilí dozorci vší silou holemi trestance, zapřažené po osmi a deseti za saně naložené kládami, udřené polské vojáky. Po zablácených cestách museli vyvážet dřevo. K Polákům se vůbec chovali obzvláště nelidsky.
 Oleg Volkov, Ponoření do tmy

## Podmínky v táboře

### Političtí vyhnanci

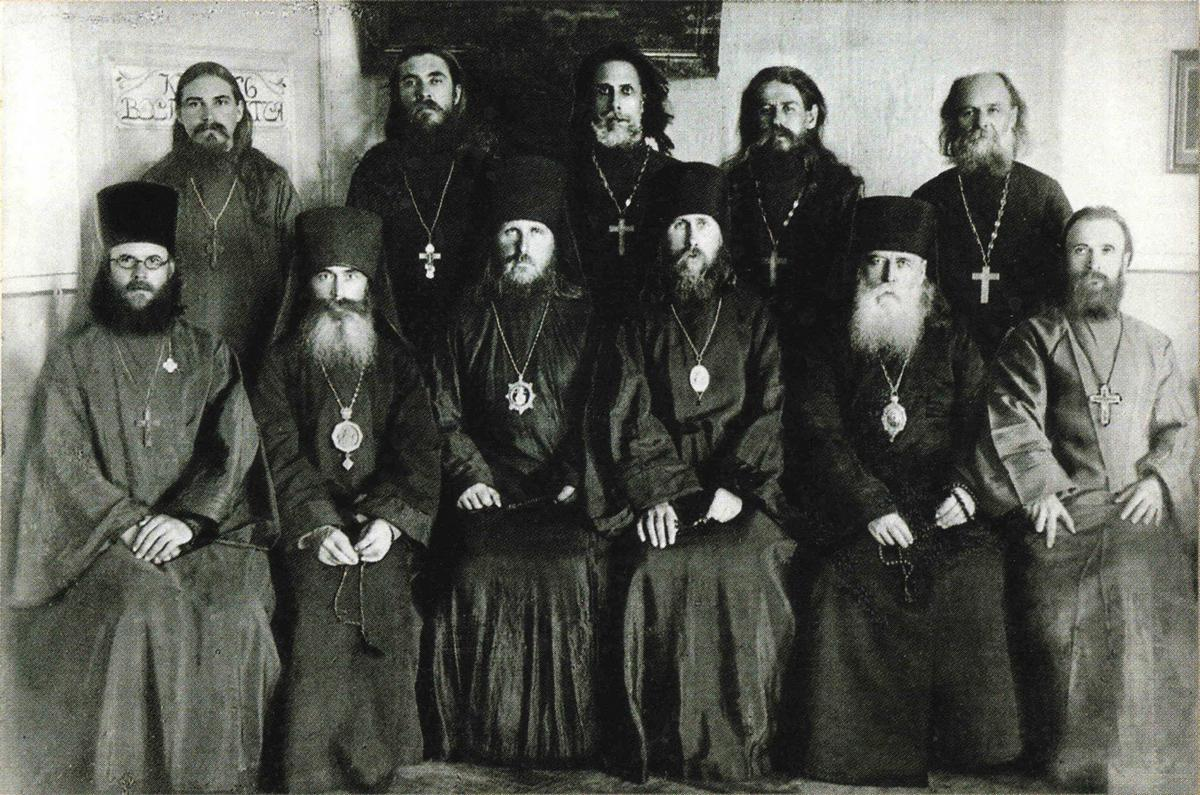
Pravoslavné duchovenstvo v soloveckém táboře, 1923

Zpočátku přebývali v relativně snesitelných podmínkách vězni, držení zde od roku 1923 v tzv. politickém vyhnanství. Jednalo se o představitele několika politických stran: esery, menševiky, musavatisty a anarchisty (představitelé ostatních stran byli zařazeni mezi obyčejné vězně). Političtí vězni přebývali v objektech někdejší poustevny sv. Savvatije, poustevny sv. Sergeje a poustevny sv. Trojice. Nemuseli pracovat, dostávali veškeré potřebné peníze, jídlo a léky od Mezinárodního červeného kříže, mohli přijímat i odesílat poštu, měli k dispozici knihovnu. Roku 1924 však byl odsouhlasen velmi přísný režim pro celý solovecký tábor, včetně nucených prací. Političtí vězni proto byli v květnu 1925 vyvezeni na pevninu.
Zvláštní podmínky měli také bývalí mniši zrušeného Soloveckého kláštera. Ti, kteří zůstali, se stali zaměstnanci místního sovchozu.

### Pracovní režim
Řadoví vězni vykonávali nejrůznější práce: zabezpečovali chod tábora, pracovali v ševcovské, krejčovské a truhlářské dílně, pečovali o zvířata či prováděli zemědělské činnosti. Mezi nejtěžší práce patřila těžba dříví a rašeliny a výstavba železnice. Ačkoliv průměrná teplota v zimě činila −12 až −18 °C a světlo bylo jenom 1,5–3 hodiny denně, dva vězni měli za úkol pokácet a odvětvit 12–16 stromů. Kácení vykonávali obyčejně 9–12 hodin, v mrazech, ve tmě, na vysoké sněhové pokrývce. Další vězni museli potom vytěžené kmeny ručně táhnout k železnici či povozu. Výstavba železnice byla v bažinatém terénu natolik náročná, že na ni posílali převážně sedláky, přivyklé tvrdé práci. Přesto se v těchto složitých podmínkách podařilo do roku 1932 vybudovat asi 50 km úzkokolejných tratí. Práce mimo klášterní objekty byly většinou výjezdní, takže vězni museli přespávat v nouzových chatrčích, často nevytápěných. Zemřelé v zimě zahrabávali do sněhu, na jaře je potom přicházely pohřbít speciální oddíly.

### Trestní izolátory

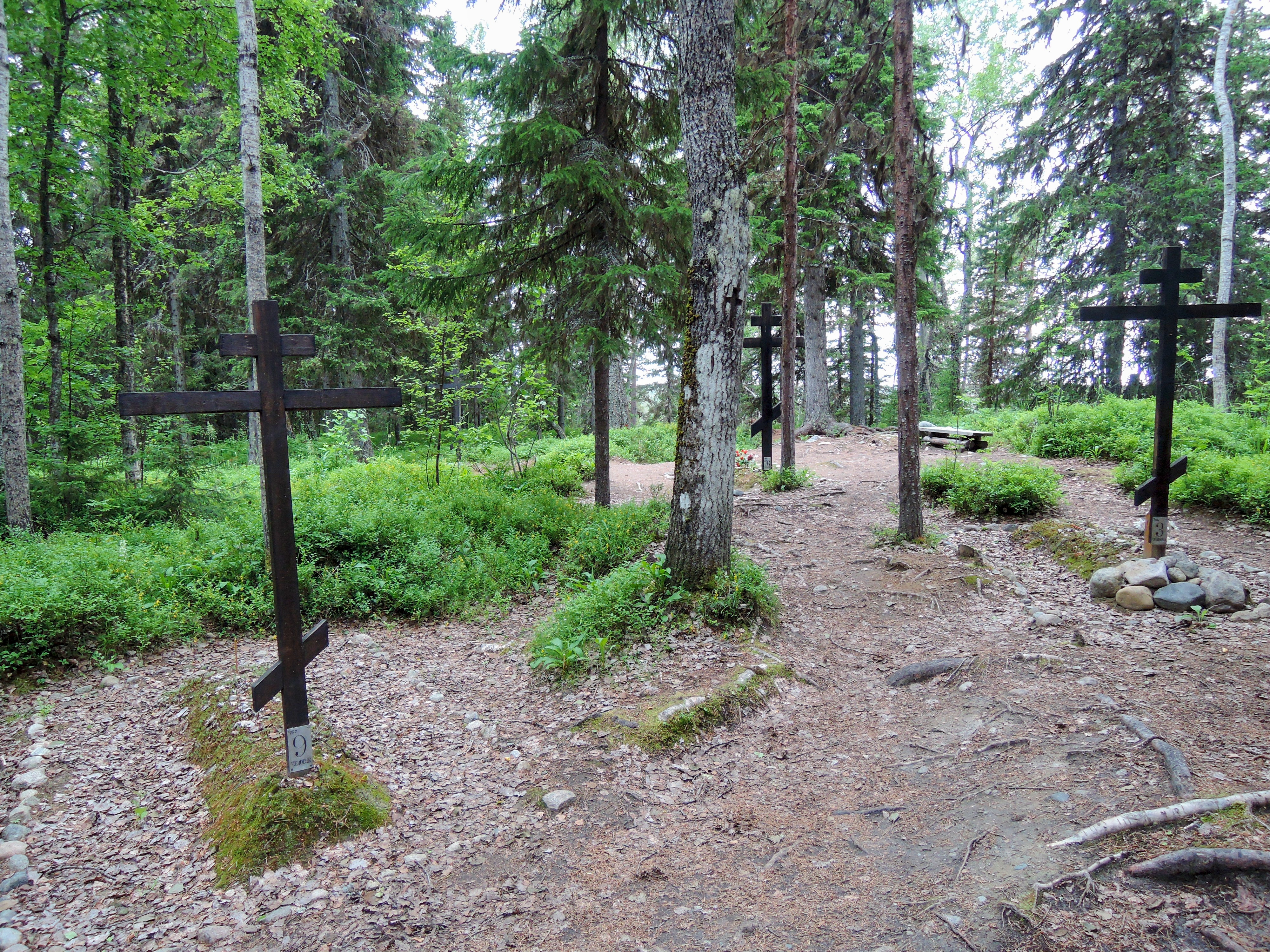
Masové hroby na úpatí Sekirného vrchu

Nejhorší podmínky panovaly v tzv. trestním izolátoru na Sekirném vrchu, v objektech poustevny Nanebevstoupení. Byli sem zavíráni na dobu několika měsíců až roku vězni, kteří se provinili proti táborovému řádu, zejména když odmítali pracovat (což byli z 90 % kriminálníci, nikoliv političtí vězni). Dozorci v tomto trestním izolátoru byli věznění bývalí důstojníci Rudé armády, policisté a čekisté. Strašlivé podmínky, mučení, hlad, spaní v nevytápěných prostorách ovšem málokdo přežil déle než půl roku. Navíc zde podle všeho docházelo i k neorganizovaným popravám. Někteří svědci vypověděli o nájezdech opilých dozorčích důstojníků, kteří si přijeli na Sekirný vrch zastřílet. Na masových hrobech na úpatí vrchu jsou dnes instalovány kříže s údaji o počtu pohřbených. Podobně hrůzným místem byl izolátor v objektech poustevny Ukřižování na Golgotě na Anzerském ostrově, kam byli posíláni zejména nemocní, kteří zde umírali bez odpovídající péče.
Další dva trestní izolátory fungovaly na Zaječím a Anzerském ostrově. Zde byly drženy ženy, které se provinily styky s muži, a ženy v různých stádiích těhotenství. V obou případech se jednalo především o oběti znásilňování ze strany dozorců. V objektech poustevny sv. Ondřeje na Zaječím ostrově žily v raných fázích těhotenství, potom je posílali do poustevny Ukřižování na Golgotě na Anzerském ostrově, kde porodily a následně kojily své potomky. Když trestankyně splnily svou mateřskou roli, děti jim byly odebrány a anonymně odeslány do dětských domovů, ve značné části případů se tak matkám již nikdy nepodařilo dopátrat tyto solovecké děti.

## Známí vězni

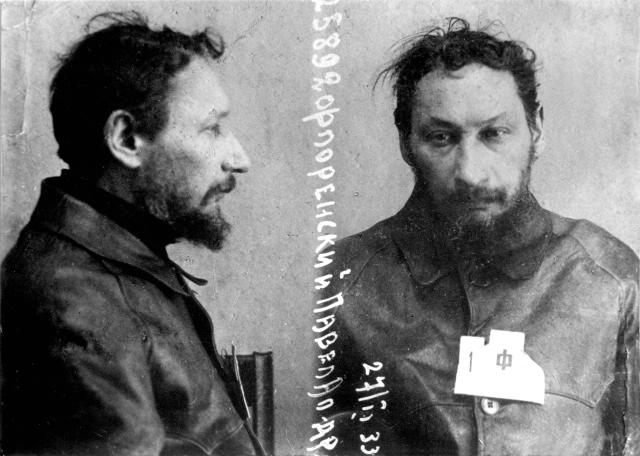
Pavel Florenskij krátce po svém zadržení v roce 1933

- Vladimir Andrejevič Artěmjev — sovětský konstruktér raketové techniky; vězněn 1923–1925

- Jiří Bezděk — český učitel, vězněn 1933–1935
- Osip Braz — ruský realistický malíř židovského původu; vězněn 1924–1926
- Pavel Alexandrovič Florenskij — ruský teolog, filozof, matematik a elektroinženýr; vězněn 1934–1937
- Naftalij Aronovič Frenkel — ruský židovský podnikatel; uvězněn roku 1927, brzy se však vypracoval na jednoho z hlavních organizátorů gulagů.
- Konstantin Gamsachurdia — gruzínský spisovatel; vězněn 1926–1927
- Dmitrij Sergejevič Lichačov — ruský literární vědec; vězněn 1928–1931 (potom do roku 1932 pracoval na Bělomořsko-baltském kanálu)
- Karlo Štajner — jugoslávský komunista; vězněn 1937–1939

## Osudy zakladatelů věznice
- Ivan Vasiljevič Bogovoj, člověk, který navrhl zorganizovat na Soloveckých ostrovech tábory — zastřelen 1940.
- Alexandr Petrovič Nogtěv, první velitel tábora v letech 1923–1925 — odsouzen k 15 letům žaláře, zemřel roku 1947 krátce po propuštění na amnestii.
- Theodor Eihmans, druhý velitel tábora v letech 1925-1929 — zastřelen roku 1938 jako údajný anglický špión.
- Ivan Andrejevič Apetěr, velitel Solovecké věznice roku 1937 — zastřelen v srpnu 1938.
- Muž, který jako první vztyčil rudou vlajku nad Soloveckými ostrovy — stal se vězněm soloveckého tábora.

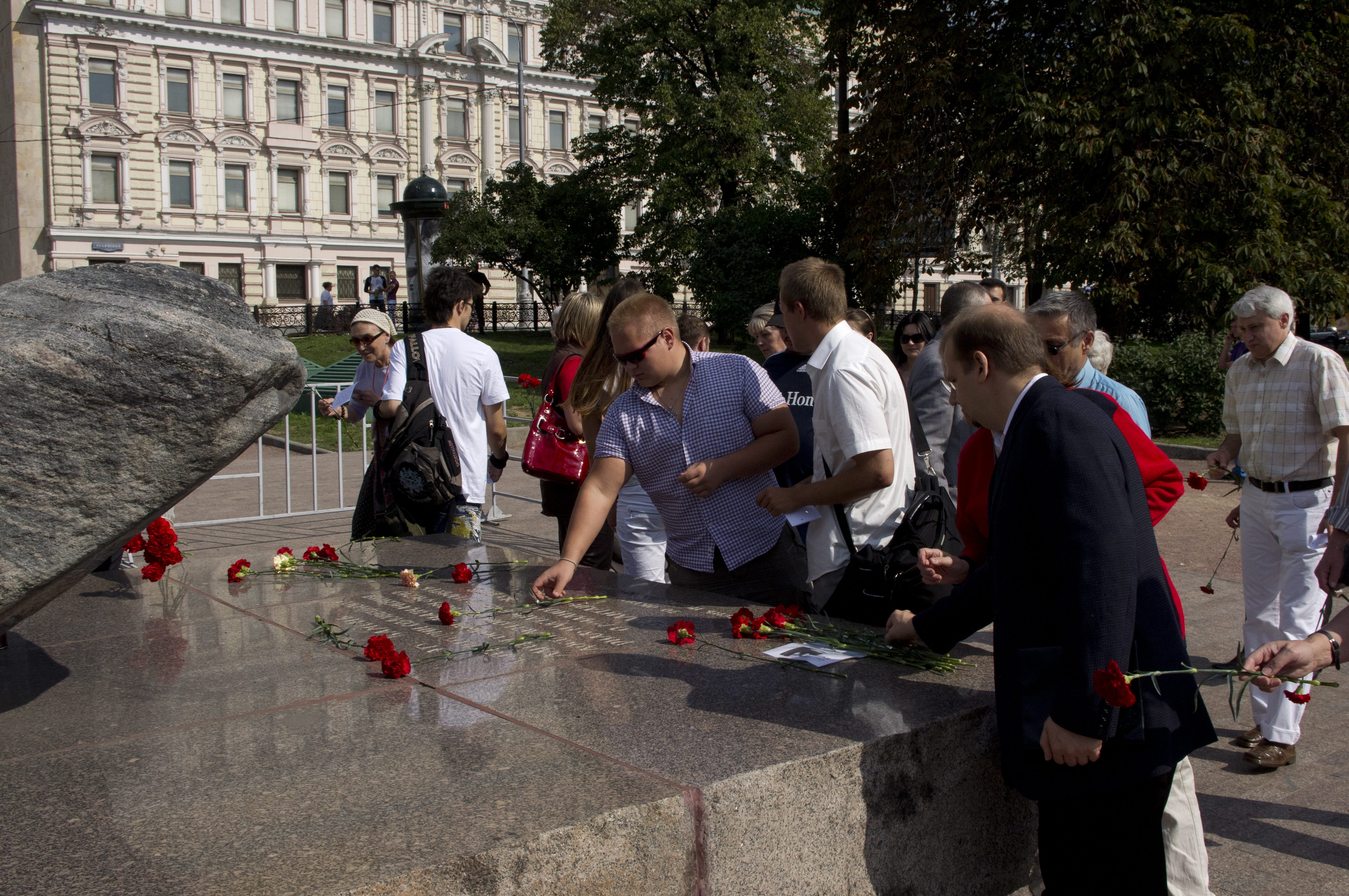
Solovecký kámen v Moskvě

## Připomínky tábora
- Muzeum Soloveckého tábora zvláštního určení, vesnice Soloveckij, Solovecký ostrov
- Pomník se soloveckými kameny, připomínajícími oběti různých národů či politických směrů, vesnice Soloveckij, Solovecký ostrov
- Solověcký kámen v Moskvě, Lubjanské náměstí, poblíž nechvalně známé Lubjanky
- Solovecký kámen v Petrohradu, Trojické náměstí
- Solovecký kámen v Archangelsku, křížení ulic Obvodnoj kanal a Gagarina
- Solovecký kámen v pravoslavném klášteře sv. Trojice v obci Jordanville v americkém státě New York